# Decameria
Decameria – rodzaj błonkówek z rodziny Pergidae.

## Zasięg występowania
Przedstawiciele tego rodzaju występują w Krainie Neotropikalnej  od Meksyku na płn. po Argentynę na płd.

## Systematyka
Do  Decameria zaliczanych jest 36 gatunków:

- Decameria altilis
- Decameria amazonica
- Decameria annulicornis
- Decameria capitulum
- Decameria carbo
- Decameria chalybeata
- Decameria championi
- Decameria comptus
- Decameria cordoviensis
- Decameria fabulosa
- Decameria florida
- Decameria geminimacula
- Decameria hegua
- Decameria horni
- Decameria humeralis
- Decameria interrupta
- Decameria lata
- Decameria lattini
- Decameria leucophaea
- Decameria lontica
- Decameria geminimacula
- Decameria luva
- Decameria malaisei
- Decameria mandibularis
- Decameria mimaria
- Decameria nadona
- Decameria nigriceps
- Decameria nigriventris
- Decameria noxua
- Decameria ruficollis
- Decameria rufiventris
- Decameria sandaracata
- Decameria similis
- Decameria unicolor
- Decameria varipes
- Decameria vyssus